# Roberto Frigerio
Roberto Frigerio (Le Havre, Franciaország, 1938. május 16. – 2023. április 9.) svájci labdarúgócsatár.

## Pályafutása
A La Chaux-de-Fonds labdarúgója volt. A svájci válogatott tagjaként részt vett az 1962-es labdarúgó-világbajnokságon.